# Шаховская, Наталья Дмитриевна
Наталья Дмитриевна Шаховская, урождённая княжна Щербатова (4 июля 1795 — 2 июня 1884) —  жена декабриста Фёдора Шаховского. Внучка историка М. Щербатова и сенатора Ф. И. Глебова.

## Биография
Младшая дочь князя Дмитрия Михайловича Щербатова (1760—1839) от брака его с Александрой Федоровной Глебовой (1766—1796). Вместе с сестрой Елизаветой (1791—1885) и братом Иваном (1794—1829) воспитывалась с кузенами Михаилом и Петром Чаадаевыми. 
Обаятельная и остроумная княжна имела большой успех в обществе. Ею был увлечен А. Грибоедов, а в 1817 году к ней одновременно сватались сослуживцы брата по Семёновскому полку Иван Дмитриевич Якушкин (1793—1857) и Дмитрий Васильевич Нарышкин (1792—1831), но оба получили отказ. Первый его получил Якушкин, неразделённая любовь привела его к мысли о самоубийстве. От необдуманного поступка его удержала сама Наталья Дмитриевна, которая глубоко уважала Якушкина, но не хотела выходить за него.
Д. В. Нарышкин больше года упорно сватался к Наталье Дмитриевне. Она отказывала ему, чтобы не обидеть Якушкина, но её отец очень желал этого брака, ведь Нарышкин был богат, через него князь Щербатов надеялся поправить своё материальное положение. Наталья Дмитриевна была невысокого мнения о своём женихе и писала брату, что «душа Нарышкина порочная, низкая, не имеющая другой цели, кроме личной выгоды, за счет своей совести и уважения тех, кто его знает». Но мечта о «блестящем будущем» победила. Была назначена свадьба с Нарышкиным, которая несколько раз переносилась. Не имея склонности к жениху, зная, что этим браком она возможно «убьет» Якушкина, летом 1819 года Наталья Дмитриевна с облегчением узнала, что Нарышкин женился в Париже на дочери графа Ф. В. Ростопчина. 
В августе 1819 года к Щербатовой посватался князь Фёдор Петрович Шаховской (1796—1829). В письме к брату она писала о нем:

 «Много ума, возвышенная душа, превосходное сердце. Маленькие заблуждения молодости дали ему опыт; его голова созрела, у него достаточно разума, чтобы сознаться в безумствах, которые он совершил. Он действовал «как честный человек», «очень лойяльно»; «горячо любя», он, доказал деликатность своих чувств, обратившись прямо к отцу, чтобы получить руку».
Сначала князь Щербатов не соглашался, он был недоволен историей с Нарышкиным, но вскоре примирился. В октябре 1819 года Якушкин писал Ивану Щербатову: «Теперь все кончено. Я узнал, что твоя сестра выходит замуж, — это был страшный момент. Он пришел». 12 ноября 1819 года в церкви церкви Николы Явленного на Арбате Наталья Дмитриевна венчалась с князем Шаховским. После замужества жила с мужем в своем имении селе Ореховец Ардатовского уезда Нижегородской губернии.
В момент ареста мужа она ждала второго ребёнка. Шаховской был сослан на поселение в Сибирь бессрочно, где психически заболел.
О болезни мужа Наталья Дмитриевна узнала от Александры Муравьёвой, с которой вела переписку. Обратилась с прошением о поездке в Енисейск, получив отказ, ходатайствовала о переводе мужа в одно из имений под свою опеку. В ответ на это было получено Высочайшее повеление отправить Шаховского в Суздальский Спасо-Ефимиев монастырь для содержания под арестом. Жене было разрешено поселиться рядом. Шаховская добилась, чтобы мужа посещал врач. Однако Фёдор Шаховской скончался 22 мая 1829 года от голода (с 6 мая он отказывался от пищи).
После смерти мужа Наталья Дмитриевна вернулась с детьми в Москву и поселилась в доме отца, чтобы быть ближе к единственной незамужней сестре Елизавете. Зимой они жили в своем особняке на Малой Никитской (ныне Посольство Нигерии в России), а лето проводили в подмосковном имении Рождественском. Горячо любя своего мужа, княгиня Шаховская осталась ему верна. Она не могла побороть в себе чувство горькой обиды за его ссылку в Сибирь, неприязненно, почти враждебно относилась к Петербургу и мало интересовалась теми придворными великосветскими новостями, которые ей сообщали родственники. Когда сын её Иван жил в Царском Селе, она, несмотря на его просьбы и уговоры, не согласилась покинуть Москвы. До глубокой старости Наталья Дмитриевна сохраняла свежую память и гибкий ум, была по энергии, твердости характера, образованию, уму и беспредельной доброте и отзывчивости замечательно выдающеюся женщиной. Скончалась в Москве и была похоронена на Ваганьковском кладбище; могила утрачена.

## Дети
- Дмитрий (10.05.1821[4]—29.10.1867, Серпухов)[5], гвардии капитан-лейтенант, серпуховской уездный предводитель дворянства, женат на княжне Наталье Борисовне Святополк-Четвертинской, деятельной благотворительнице. Похоронен в Москве на Ваганьковском кладбище.
- Иван (20.10.1826—03.07.1894), генерал-лейтенант, командир гвардейского корпуса, женат на графине Екатерине Святославовне Бержинской (ум. 1871), отец Д. И. Шаховского.